# Ma Ke (diseñadora de moda)
Ma Ke (chino simplificado: 马可; chino tradicional: 馬可; pinyin: Mǎ Kě) (nacida en 1971 en Changchun, China) es una diseñadora de moda china. Tiene dos marcas de ropa: EXCEPTION de Mixmind, una línea de prêt-à-porter iniciada en 1996 y vendida al por menor en China; y WUYONG, una línea de alta costura fundada en 2006. En 2007, Ma Ke protagonizó el premiado documental Useless del director chino Jia Zhangke. En 2008, su casa de modas WUYONG fue nombrada miembro invitada de la Federación de la Alta Costura y Moda en Francia.
Los diseños de Ma Ke han sido usados por la primera dama china Peng Liyuan en varias ocasiones.
Ma Ke es el fundador de Mixmind Art & Design Co, Ltd., con sede en Guangzhou, China. Actualmente trabaja en su estudio en Zhuhai, en la costa sur de la provincia de Guangdong.

## Carrera
Ma Ke se graduó en el Instituto de Tecnología Textil de Seda de Suzhou en 1992. Cuatro años más tarde creó su propia marca Exception de Mixmind. Luego, en 2006, creó la marca artística Wuyong (inútil). En febrero de 2007, Wuyong asistió a la Semana de la Moda de París por primera vez y su concepto innovador atrajo la atención en los círculos de la moda. Ganó el Premio Príncipe Claus en 2008.
Ma Ke afirma las dimensiones culturales y sociales de la vestimenta del cuerpo humano. Descubrió que las ideas de diseño únicas que incorporaban el valor cultural local, utilizando materiales duraderos y artesanía hábil, se consideraban "Wu Yong" (inútiles). Consideró que la industria de la confección local es una producción en masa barata y homogénea, con trabajadores mal pagados cuyas habilidades no se valoran. Además, para Ma Ke el reflejo estético local está dominado por etiquetas extranjeras. Así que se dedicó al desarrollo de sus ideas "inútiles". Produce ropa sencilla, orgánica y de inspiración local, y demuestra un diseño conceptual y muy creativo en su colección "Wu Yong" de formas poderosas y esculpidas. Esta espectacular colección hace referencia a la rica historia de China y destaca el papel del tiempo y los procesos naturales, las cualidades de los materiales orgánicos y el valor de la artesanía
A través de sus diseños, quiere transmitir la confianza interior de las mujeres chinas: “Sabes que a veces la ropa puede parecer agresiva cuando es demasiado reveladora y llamativa y eso es lo opuesto a la estética tradicional china. Las mujeres no necesitan usar la ropa como arma si tienen confianza en su carácter y cultura. ”

## WUYONG
En 2006, Ma Ke fundó una nueva marca de moda, WUYONG (chino simplificado: 无用; chino tradicional: 無用; pinyin: wúyòng), que literalmente significa inútil. El taller de Ma Ke en Zhuhai, que produce las colecciones WUYONG, emplea a un equipo de trabajadores expertos en técnicas tradicionales de fabricación de ropa. Todas las etapas de producción se realizan internamente, incluyendo el hilado, tejido, teñido y costura; incluso utilizando equipos tradicionales como un telar chino que data del siglo XIX. Algunos de los artículos de las colecciones incorporan o están hechos de material reciclado y objetos encontrados, incluida una sábana cubierta de pintura convertida en un vestido y una lona vieja convertida en un abrigo de gran tamaño.

### Semana de la moda de París
En 2007, Ma Ke fue invitada a presentar su primera colección, titulada WUYONG/ the Earth , en la Semana de la Moda de París .  El desfile se llevó a cabo en el gimnasio del Lycée Stanislas el 25 de febrero de 2007. En lugar de presentar la colección en una pasarela como en un desfile de moda tradicional, Ma Ke hizo que las modelos permanecieran inmóviles sobre pedestales altos e iluminados, que estaban dispuestos en el suelo del gimnasio. Se invitó al público a caminar entre las modelos y examinar la ropa de cerca. El espectáculo fue un triunfo: la revista Elle calificó el debut de Ma Ke en París como "brillante... uno de los grandes momentos de la temporada".
Posteriormente, la colección se exhibió en la galería Joyce Palais-Royal del 1 de marzo al 6 de abril de 2007. 
WUYONG fue el tema de una película sobre la industria textil china del galardonado director Jia Zhangke . El documental, también titulado Useless , presenta entrevistas con Ma Ke, así como su desfile en la Semana de la Moda de París. La película ganó el premio Orizzonti Doc en el 64.º Festival de Cine de Venecia en 2007. 
Ma Ke no es el primer diseñador de moda chino que se presenta en la Semana de la Moda de París. Esa distinción pertenece al diseñador Frankie Xie y su marca JEFEN, que tuvo su debut en París en 2006.